# Antje Buschschulte
Antje Buschschulte, né le 27 décembre 1978 à Berlin, est une nageuse allemande. Elle est licenciée au SC Magdeburg.

## Palmarès

### Jeux olympiques d'été
- Jeux olympiques d'été de 2004 à Athènes
  -  Médaille de bronze du 200 m dos
  -  Médaille de bronze du relais 4 × 100 m 4 nages
  -  Médaille de bronze du relais 4 × 200 m nage libre
- Jeux olympiques d'été de 2000 à Sydney
  -  Médaille de bronze du relais 4 × 200 m nage libre
- Jeux olympiques d'été de 1996 à Atlanta
  -  Médaille de bronze du relais 4 × 100 m nage libre

### Championnats du monde

#### En grand bassin
- Championnats du monde 1998
  -  Médaille d'or du relais 4 × 200 m nage libre
  -  Médaille d'argent du relais 4 × 100 m nage libre
- Championnats du monde 2001
  -  Médaille d'or du relais 4 × 100 m nage libre
  -  Médaille d'argent du 50 m dos
  -  Médaille de bronze du 100 m dos
- Championnats du monde 2003
  -  Médaille d'or du 100 m dos
  -  Médaille d'argent du relais 4 × 100 m nage libre
- Championnats du monde 2005
  -  Médaille d'argent du relais 4 × 100 m nage libre
  -  Médaille d'argent du 100 m dos
  -  Médaille de bronze du 50 m dos
  -  Médaille de bronze du relais 4 × 100 m 4 nages

#### En petit bassin
- Championnats du monde 1997 à Göteborg
  -  Médaille d'argent du relais 4 × 100 m nage libre
- Championnats du monde 2000 à Athènes
  -  Médaille d'or du 50 m dos
  -  Médaille d'or du 200 m dos
  -  Médaille d'argent du relais 4 × 100 m nage libre
  -  Médaille de bronze du 100 m dos

### Championnats d'Europe de natation

#### En grand bassin
- Championnats d'Europe 1997
  -  Médaille d'or du 100 m dos
- Championnats d'Europe 1999
  -  Médaille d'or du relais 4 × 100 m nage libre
- Championnats d'Europe 2002
  -  Médaille d'or du 100 m dos
- Championnats d'Europe 2006 à Budapest
  -  Médaille d'argent du 100 m dos
  -  Médaille d'argent du relais 4 × 100 m 4 nages
  -  Médaille de bronze du 50 m dos

#### En petit bassin
- Championnats d'Europe 1996 à Rostock
  -  Médaille d'or du 100 m dos
  -  Médaille d'or du relais 4 × 50 m 4 nages
  -  Médaille d'argent du 200 m nage libre
  -  Médaille d'argent du 50 m dos
  -  Médaille d'argent du 200 m dos
- Championnats d'Europe 1998 à Sheffield
  -  Médaille d'or du 200 m dos
  -  Médaille d'argent du 100 m dos